# Ginnastica artistica al XVII Festival olimpico estivo della gioventù europea
Le competizioni di ginnastica artistica al XVII Festival olimpico estivo della gioventù europea si sono svolte dal 25 al 29 luglio 2023 a Maribor, in Slovenia

## Podi

### Ragazzi
| Evento                | Oro                 | Argento           | Bronzo           |
| Gara a squadre        | Regno Unito         | Italia            | Armenia          |
| All-Around            | Tommaso Brugnami    | Jonas Rushworth   | Alex Niscoveanu  |
| Corpo libero          | Tommaso Brugnami    | Anthony Mansard   | Robert Gyulumyan |
| Cavallo con maniglie  | Mamikon Khachatryan | Serafeim Eminidis | Dachi Dolidze    |
| Anelli                | Hamlet Manukyan     | Tommaso Brugnami  | Diego Vazzola    |
| Volteggio             | Tommaso Brugnami    | Jonáš Danek       | Sol Scott        |
| Parallele simmetriche | Yoan Ivanov         | Ivan Rudyi        | Sviatoslav Shved |
| Sbarra                | Zala Zámbori        | Manuel Berettera  | Ivan Rudyi       |

### Ragazze
| Evento                 | Oro          | Argento         | Bronzo                        |
| Gara a squadre         | Italia       | Germania        | Regno Unito                   |
| All-Around             | Helen Kevric | Sara Caputo     | Emma Fioravanti Ema Kandalova |
| Volteggio              | Sara Caputo  | Helen Kevric    | Vanesa Masova                 |
| Parallele asimmetriche | Helen Kevric | Sara Caputo     | Vanesa Masova                 |
| Trave                  | Helen Kevric | Alexia Vanoaga  | Marlene Gotthardt             |
| Corpo libero           | Helen Kevric | Emma Fioravanti | Lilou Viallat                 |

### Misto
| Evento        | Oro    | Argento  | Bronzo  |
| Gara a coppie | Italia | Germania | Francia |